# 9231 Shimaken
9231 Shimaken è un asteroide della fascia principale. Scoperto nel 1997, presenta un'orbita caratterizzata da un semiasse maggiore pari a 2,1576195 UA e da un'eccentricità di 0,1324546, inclinata di 3,13671° rispetto all'eclittica.
L'asteroide è dedicato all'omonimo gruppo di ricercatori dell'Università di Tokyo, guidati da Toshihiko Shimamoto, che ha nella sismologia il suo campo di ricerca.